# Eugeniusz Chwalibóg-Piecek
Eugeniusz Chwalibóg-Piecek (ur. 14 marca 1890 w Kielcach, zm. 17 września 1940 w Palmirach) – żołnierz Legionów Polskich, oficer Wojska Polskiego w II Rzeczypospolitej, kawaler Orderu Virtuti Militari.

## Życiorys
Urodził się w rodzinie Alfonsa Aleksandra i Gabrieli z Adlerów. Absolwent gimnazjum w Kielcach. W 1914 wstąpił do Legionów Polskich i otrzymał przydział do 1 pułku ułanów. W walkach o Nowy Sącz przez kilka dni ukrywał się na terenie zajętym przez nie przyjaciela, zdobywając cenne informacje o jego działaniach. Za prowadzenie działań rozpoznawczych odznaczony został Krzyżem Srebrnym Orderu Virtuti Militari. Od 5 lutego do 31 marca 1917 był słuchaczem kawaleryjskiego kursu oficerskiego w Ostrołęce. Kurs ukończył z wynikiem dostatecznym. Był wówczas wachmistrzem. Po kryzysie przysięgowym internowany w Szczypiornie oraz w Łomży.
W listopadzie 1918 wstąpił do odrodzonego Wojska Polskiego, a w marcu 1919 awansował na stopień podporucznika.
Po zakończeniu wojny polsko-bolszewickiej pozostał w zawodowej służbie wojskowej. Służył w 11 pułku ułanów w Ciechanowie. W latach 1926–1931 pełnił służbę w Dowództwie Okręgu Korpusu Nr IX w Brześciu nad Bugiem na stanowisku referenta. 2 grudnia 1930 został mianowany majorem ze starszeństwem z 1 stycznia 1931 i 17. lokatą w korpusie oficerów kawalerii. W marcu 1931 został przeniesiony do 11 puł na stanowisko dowódcy szwadronu zapasowego. W kwietniu 1933 został przeniesiony do 1 pułku ułanów w Augustowie na stanowisko kwatermistrza. Z dniem 31 sierpnia 1938 został przeniesiony w stan spoczynku. Bezpośrednio przed przeniesieniem w stan spoczynku został mianowany podpułkownikiem ze starszeństwem z 19 marca 1938 i 1. lokatą w korpusie oficerów kawalerii. Był to tzw. awans emerytalny.
Na emeryturze mieszkał w Warszawie. W sierpniu 1940 aresztowany przez Gestapo. Zginął w Palmirach podczas masowej egzekucji. Pochowany na miejscowym cmentarzu.
Był żonaty z Marią Borkowską, z którą miał córkę Gabrielę.

## Ordery i odznaczenia
- Krzyż Srebrny Orderu Wojskowego Virtuti Militari nr 5450 (17 maja 1922)[11][12]
- Krzyż Niepodległości (6 czerwca 1931)[13]
- Srebrny Krzyż Zasługi (10 listopada 1928)[14]
- Medal Pamiątkowy za Wojnę 1918–1921[15]
- Medal Dziesięciolecia Odzyskanej Niepodległości[15]
- Srebrny Medal za Długoletnią Służbę[15]
- Odznaka „Za wierną służbę”[16]
- Odznaka pamiątkowa 11 Pułku Ułanów Legionowych[17]
- Medal 10 Rocznicy Wojny Niepodległościowej (Łotwa)[15]